# 中国人民大学图书馆图书分类法
《中国人民大学图书馆图书分类法》简称为“人大法”，是由中国人民大学图书馆于1953年参照苏联大众图书馆十进分类法和苏联小型图书馆适用十进分类法，并参考该校自身需求研制的一种十进制图书分类法。该分类法是1949年以来中国大陆首个参考马克思列宁主义和毛泽东思想体系编制的图书分类法，也是一份改变了严格层累十进制体例的图书分类法。
该法经过多次修改。1953年完成第一版，1954年6月公布第二版（即初稿），1955年、1967年、1962年、1982年、1996年分别进行了修订，最新版本为第六版（1996年出版）。
在中国图书馆图书分类法出现前，该分类法在中国大陆部分图书馆使用，并仍然应用于中国大陆的统一书号。截至2011年，中国人民大学图书馆已完成对1995年以后出版藏书的分类号转换工作，由人大法转换为现时更常用的中图法。

## 分类概述
该法将书籍分类为17个大类，并设置了综合复分表，中国民族复分表、中国时代复分表、中国地区复分表、苏联加盟共和国复分表、国家复分表之一、国家复分表之二、国际时代复分表、世界地区复分表等九个复分表。
1. 马克思主义、列宁主义、毛泽东思想
2. 哲学
3. 社会科学政治
4. 经济
5. 军事
6. 法律
7. 文化、教育、科学、体育
8. 艺术
9. 语言、文字
10. 文学
11. 历史
12. 地理
13. 自然科学
14. 医药卫生
15. 工程技术
16. 农业科学技术
17. 综合参考